# 52. sydlige breddekreds
Den 52. sydlige breddekreds (eller 52 grader sydlig bredde) er en breddekreds, der ligger 52 grader syd for ækvator. Den løber gennem Atlanterhavet, det Indiske Ocean, Stillehavet og Sydamerika.